# Хектор Морет и Косо
Хектор Морет и Косо (на каталонски: Hèctor Moret i Coso) е каталонски поет.

## Биография
Роден е в Мекиненса (Арагон, Испания) на 22 март 1958 година. Още когато е на десет години, неговото семейство се премества в Барселона (Каталония, Испания), където той се дипломира на каталонска филология. Понастоящем преподава каталонски език и литература в Барселона.

Неговите произведения са много различни, понеже неговото родно село му е повлияло креативно.

### Поезия
- Pentagrama. Барселона, 1987
- Parella de negres. Барселона, 1988
- Ròssecs. Серданьола дел Балес, 1992
- Al cul del sac trobareu les porgueres. Валенсия, 1993
- Antídots. Валенсия, 1996
- Temps pervers. Сарагоса, 1999
- In nuce. Antologia Lírica. Калсеит, 2005

|  | Тази страница частично или изцяло представлява превод на страницата Hèctor Moret i Coso в Уикипедия на каталонски. Оригиналният текст, както и този превод, са защитени от Лиценза „Криейтив Комънс – Признание – Споделяне на споделеното“, а за съдържание, създадено преди юни 2009 година – от Лиценза за свободна документация на ГНУ. Прегледайте историята на редакциите на оригиналната страница, както и на преводната страница, за да видите списъка на съавторите. ВАЖНО: Този шаблон се отнася единствено до авторските права върху съдържанието на статията. Добавянето му не отменя изискването да се посочват конкретни източници на твърденията, които да бъдат благонадеждни. |